# یو هه جین
یو هه جین (کره‌ای: 유해진؛ زادهٔ ۴ ژانویه ۱۹۷۰) بازیگر اهل کره جنوبی است. از فیلم‌هایی که وی در آن‌ها ایفای نقش کرده می‌توان به مأموریت محرمانه، راننده تاکسی، ۱۹۸۷: وقتی روز فرا می‌رسد و رفتگرهای فضایی اشاره کرد.

## فیلم‌شناسی
گزیده فیلم‌شناسی
- دشمن مردم (۲۰۰۲)
- گارد ساحلی (۲۰۰۲)
- پادشاه و دلقک (۲۰۰۵)
- بازگشت دشمن مردم (۲۰۰۸)
- ظهور نگهبانان (۲۰۱۲)[۱]
- آنفلوانزا (۲۰۱۳)
- دزدان دریایی (۲۰۱۴)
- کهنه‌سرباز (۲۰۱۵)
- مأموریت محرمانه (۲۰۱۷)
- راننده تاکسی (۲۰۱۷)
- ۱۹۸۷: وقتی روز فرا می‌رسد (۲۰۱۷)
- کشتی‌گیر (۲۰۱۸)
- مال-مو-ای:مأموریت مخفی (۲۰۱۹)
- رفتگرهای فضایی (۲۰۲۱)
- مأموریت محرمانه ۲: بین‌المللی (۲۰۲۲)[۲][۳]
- جغد شب (۲۰۲۲)[۴][۵]
- شیرین عسل (۲۰۲۳)[۶]